# Ibars de Noguera
Ibars de Noguera, en catalán y oficialmente Ivars de Noguera, es un municipio español de la provincia de Lérida, situado en el este de la comarca de la  Noguera y en el límite con Aragón. En la década de 1970 creció su término municipal al incorporar a Boix, hasta entonces una entidad del suprimido municipio de Tragó que quedó sepultado por el pantano de Santa Ana.

## Símbolos
El escudo de Ibars de Noguera se define con el siguiente blasón:
«Escudo embaldosado: de gules, 2 flechas de argén pasadas en sautor. Por timbre, una corona mural de pueblo.»
Fue aprobado el 13 de octubre de 1997. Las flechas son el atributo de San Sebastián, patrón del pueblo.
La bandera de Ibars de Noguera tiene la siguiente descripción:
«Bandera de proporciones 2:3, roja, con las dos flechas blancas pasadas en aspa del escudo, cada una de grueso 1/36 de la largura del paño, puestas en el centro y a 1/6 de los bordes superior e inferior.»
Fue aprobada el 13 de septiembre de 1999.

## Economía
Agricultura de secano y de regadío y ganadería.

## Geografía humana

### Demografía
Cuenta con una población de 318 habitantes (INE 2024).
| Gráfica de evolución demográfica de Ivars de Noguera entre 1842 y 2021 |
| |
| Población de derecho según los censos de población del INE Población de hecho según los censos de población del INEEn estos censos se denominaba Ibars de Noguera: 1842, 1857, 1860, 1877, 1887, 1897, 1900, 1910, 1920, 1930, 1940, 1950, 1960, 1970 y 1981 Entre el censo de 1970 y el anterior, crece el término del municipio porque incorpora Boix que era una entidad de 25587 (Tragó) |

| 1900 | 1930 | 1950 | 1970 | 1981 | 1986 | 2005 |
| ---- | ---- | ---- | ---- | ---- | ---- | ---- |
| 477  | 471  | 415  | 393  | 378  | 365  | 353  |

## Lugares de interés
- Iglesia de la Concepción de María y San Sebastián.
- Pantano de Santa Anna